# Fèlix Castanh
Fèlix Castanh (La Bastida de Murat, Òlt, Migdia-Pirineus, 1920 - 22 de gener de 2001), ha estat un escriptor en llengua occitana.
Durant molts anys fou obrer agrícola, alhora que estudiava lletres al Lycée Louis le Grand. D'antuvi fou mestre d'escola, i després d'ensenyament secundari. Del 1948 al 1954 va ser redactor de la revista Oc.
Endemés d'escriptor occità és militant occitanista (organitzador del Festival de Montauban el 1957, de la Mòstra del Larzac del 1969, del Centre international de Synthèse du Baroque, etc.), i va esdevenir el dirigent de les reflexions sobre l'occitanisme i la descentralització cultural. Ell va ser el primer a establir:
- L'antinarcisisme històric de la gent del Llenguadoc.
- La lògica antiunitarista.
- Va donar als trobadors un paper, literàriament parlant, ineludible.
- Va recordar la importància d'Olympe de Gouges (1748-1793), pionera en el feminisme.

## Obres
- De campestre d'amor e de guerra (1951) poesia.
- Manifeste multiculturel et anti régionaliste (Cocagne, Montauban 1984)
- Argumentari (IEO, Tolosa 1994).